# Believe (玉置成実の曲)
「Believe」（ビリーヴ）は、2003年4月23日に発売された玉置成実のメジャー・デビュー・シングル。レーベルはソニー・ミュージックレコーズ。
なお、同年5月21日にリプロダクション・シングル「Believe Reproduction 〜GUNDAM SEED EDITION〜」が発売されている。本記事ではこちらも併せて記述する。

## 解説
- 表題曲「Believe」はテレビアニメ『機動戦士ガンダムSEED』の3rdオープニングテーマとして使用された。
- 歌詞の「聞こえはじめる」の「はじーめるー⤴」と上がる部分がレコーディングで最も苦労し、「このワンフレーズを歌うために1000回ぐらい『るー⤴』をレコーディングした」と語っている[1]。
- 2003年11月12日にミュージック・ビデオ収録DVDシングルが発売された[2]。

## 収録曲

### CDシングル
1. Believe
作詞：西尾佐栄子 / 作曲：あおい吉勇 / 編曲：齋藤真也
2. Complete
作詞：渡辺なつみ / 作曲：原一博 / 編曲：h-wonder
3. Can you feel my love
作詞：松本有加 / 作曲・編曲：浅田祐介
4. Believe (instrumental)

### DVDシングル
1. Believe -Video Clip-
2. Believe -オフショット映像-
3. Believe -マルチアングル(3アングル)映像-
4. Believe -CM SPOT(2種類)-

## チャート成績
2004年11月29日付オリコン週間チャートで初登場5位を記録。チャートには登場週数24週を越え、ロングヒット曲となった。累計194,167枚のセールスを記録。

## GUNDAM SEED EDITION
「Believe Reproduction 〜GUNDAM SEED EDITION〜」（ビリーヴ・リプロダクション ガンダム・シード・エディション）は、玉置成実の1枚目のリプロダクション・シングル、通算2枚目のシングルとして、2003年5月21日に発売された。

### 解説（SEED）
オリジナル・シングルのボーカル・テイクをそのままに、リプロダクション（リアレンジメント&リテイク）された2曲と、新曲「Final Memory」を収録したスペシャルエディション盤である。キャッチコピーは“もうひとつの「Believe」!!”。
カップリング曲「Final Memory」は「Believe」と同時に同テーマで制作・レコーディングされた。『機動戦士ガンダムSEED』オープニングテーマ候補曲であり、最後まで番組制作チームにどちらでオープニングを飾るか迷わせた。結果的にはリプロダクション・シングルの単なるカップリング曲に留まったが、パッケージにはリプロダクション・トラック「Final Memory -happy hardcore mix-」まで収録されている。
完全初回限定パッケージと通常盤の2形態でリリースされた。
【完全初回限定パッケージ特典】
1. 暗闇で光る!特製フラッシュジャケット（ガンダムの線画の部分が暗闇で光る）
2. 〈フリーダムガンダム〉スーパーピクチャーCDレーベル
3. 玉置成実×ガンダムSEEDオリジナルカレンダー封入

### 収録曲（SEED）
1. Believe -Evidence01 Mix-　(5:03)
作詞：Saeko Nishio / 作曲：Yoshiki Aoi / リプロダクション：HΛL
2. Believe -FREEDOM G CONTROL MIX-　(4:11)
作詞：Saeko Nishio / 作曲：Yoshiki Aoi / リプロダクション：Seiki Sato
3. Final Memory　(3:49)
作詞：shungo. / 作曲：Hideaki Kuwabara / 編曲：Shohei Matsumoto
4. Final Memory -happy hardcore mix-　(4:30)
作詞：shungo. / 作曲：Hideaki Kuwabara / リプロダクション：Naoki Atsumi+FaNtAZiStA

## カバー
Believe
- 長谷川明子 - 2008年8月3日放送のラジオ大阪のラジオ番組『THE IDOLM@STER RADIO』のコーナーの1つ「歌姫楽園」でカバー。2009年3月25日発売のアルバム「THE IDOLM@STER RADIO 歌道場」に収録された。
- ももいろクローバー - 2010年12月24日発売のシングル「きみゆき」に収録。後にアルバム『入口のない出口』に齋藤真也によるリミックス版が収録された。
- 玉置成実 - 2013年4月17日リリースのシングル「REAL」の通常版にて、「Believe -2013-」として玉置自身がセルフカバーしたバージョンが収録。その他、2014年6月25日リリースのアルバム『NT GUNDAM COVER』にて、「Believe -NT GUNDAM COVER ver.-」としてさらにリアレンジされたバージョンが収録されている。
- 綾野ましろ - 2016年3月8日に配信限定シングルとしてリリース[4]